# .hack
.hack és una franquícia multimèdia creada per Bandai, que es basa en una història de ciència-ficció. La sèrie consta de diverses fases diferents, que veuen com a tema central la presència d'un món de jocs en línia anomenat The World.

La història principal de .hack explica els fets ocorreguts després del bloqueig de la xarxa pel virus Pluto's Kiss el 24 de desembre de 2005. Després d'aquesta primera crisi, el sistema operatiu ALTIMIT s'ha convertit pràcticament en l'únic sistema utilitzat al món gràcies a la seva estabilitat. Posteriorment, però, mitjançant l'ús del videojoc de rol massiu, The World, comencen a passar fets estranys dins de la xarxa. La sèrie es presenta en múltiples formes: videojocs, novel·les, manga i anime.
El projecte multimèdia de l'empresa japonesa Bandai consisteix en explicar una història fent ús de diversos formats: vuit videojocs per a la consola PlayStation 2, quatre dels quals ja han estat publicats en espanyol, quatre sèries d'anime i una sèrie d'oves, diversos de manga, tres dels quals ja han estat publicats a Espanya, i, finalment, unes quantes novel·les, algunes d'elles relacionades directament amb les història d'algunes sèries d'anime.
La història de .hack comprèn la categoria shonen (sent els jocs, a més, RPG). La història gira entorn de The World, un MMORPG basat en un escrit de l'autora alemanya Emma Wielant que porta diversos problemes als jugadors que hi ha dins.